# Cicisio
Cicisio (in greco antico: Κικύσιον?) era una città dell'antica Grecia ubicate in Elide.

## Storia
Strabone la situa nelle vicinanze di una sorgente chiamata Bisa e dice che era la maggiore delle otto città del distretto di Pisatide, che era ubicata nella parte nord e che si trovava nelle vicinanze di Ferea, una città dell'Arcadia.
Non è nota l'esatta ubicazione.